# Victor Brombert
Victor Henri Brombert (* 11. November 1923 in Berlin; † 26. November 2024) war ein US-amerikanischer Romanist und ehemaliges Mitglied der Ritchie Boys.

## Leben
Victor Brombert wurde 1923 in eine wohlhabende, ursprünglich russisch-jüdische Familie hineingeboren, die im Ersten Weltkrieg aus Russland geflohen war. Bereits kurz nach der Ernennung Adolf Hitlers zum Reichskanzler, der sogenannten „Machtergreifung“, sah sich die Familie in Gefahr, sodass sie nach Paris umzog. Dort im 16. Arrondissement lebend, wurde sie allerdings vom Westfeldzug des Deutschen Reiches überrascht, sodass sie sich vor den Nationalsozialisten verstecken musste. In höchster Bedrängnis gelang Brombert und seiner Familie auf einem Bananentransporter 1941 die Flucht in die Vereinigten Staaten.
Nach zwei Jahren USA wurde Brombert in die Streitkräfte eingezogen. Das Heer erkannte den militärischen Wert der Vielsprachigkeit Bromberts, der der deutschen und der französischen Sprache mächtig war. So wurde er zu den Ritchie Boys geschickt, einer fast ausschließlich aus Immigranten bestehenden Truppe, die für Kommandoeinsätze hinter den Linien der Wehrmacht vorgesehen war. Dort wurden Bromberts sprachliche Fähigkeiten mit einer Unterweisung im Verhören Kriegsgefangener verbunden. Zum Einsatz kam er ab der angloamerikanischen Landung in der Normandie am 6. Juni 1944.
Nach dem Krieg studierte Victor Brombert Romanistik und Literaturwissenschaft. In diesen Fächern unterrichtete er an den Universitäten Yale und Princeton und avancierte zu einem bekannten Literaturkritiker. Neben seiner eigenen Biographie verarbeitete er v. a. Victor Hugo und Gustave Flaubert und hat zahlreiche Vorworte zu den Arbeiten von Kollegen verfasst. 1974 wurde Brombert in die American Academy of Arts and Sciences gewählt. Die Yale University verlieh ihm 1985 die Wilbur Cross Medal. Seit 1987 war er gewähltes Mitglied der American Philosophical Society.

## Werke
- The Intellectual Hero. Studies in the French Novel, 1880–1955. University of Chicago Press, Chicago, London 1964 (Inhaltsverzeichnis).
- La prison romantique. Paris 1975.
- The Hidden Reader: Stendhal, Balzac, Hugo, Baudelaire, Flaubert. Harvard University Press, Cambridge (Mass.), London 1988, ISBN 0-6743-9012-1
- In Praise of Antiheroes. Figures and Themes in Modern European Literature, 1830–1980. University of Chicago Press, Chicago, London 2001, ISBN 0-2260-7543-5.
- Trains of Thought. Paris to Omaha Beach, Memories of a Wartime Youth. Anchor 2004, ISBN 1-4000-3403-5
- Musings on Mortality. From Tolstoy to Primo Levi. University of Chicago Press, Chicago, London 2013.